# Skansen Rzeki Pilicy

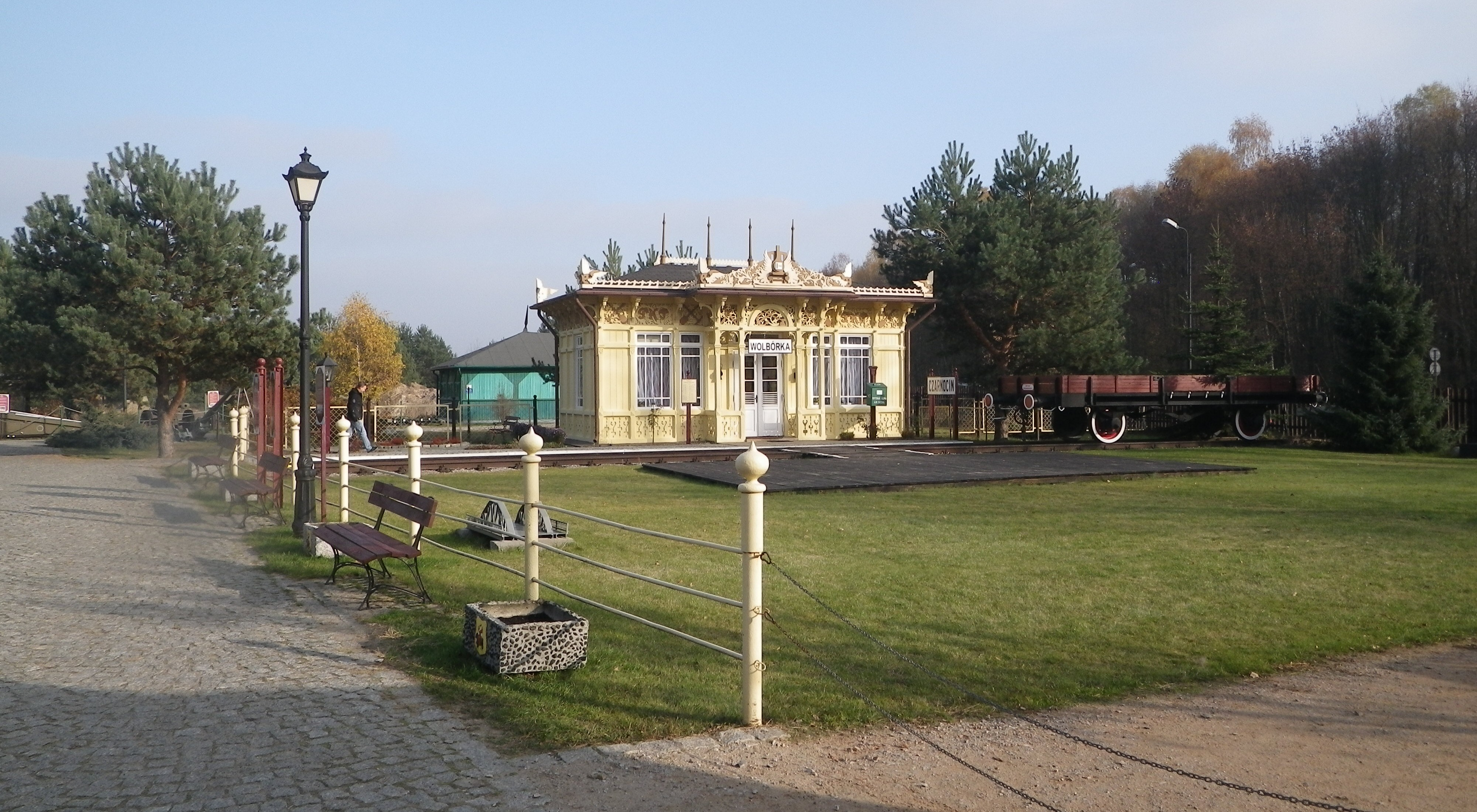
Skansen - widok na poczekalnię kolejową Wolbórka

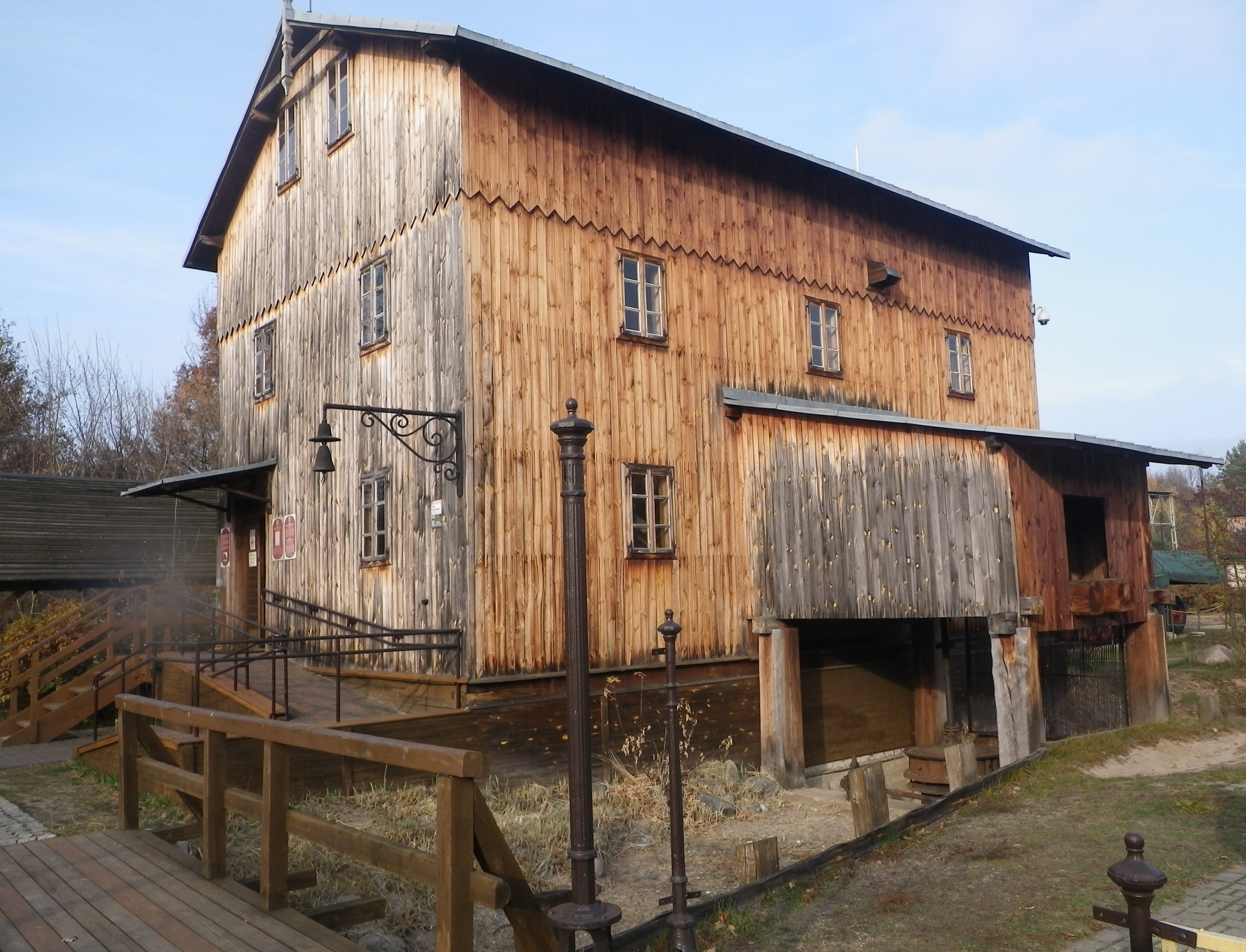
Młyn wodny

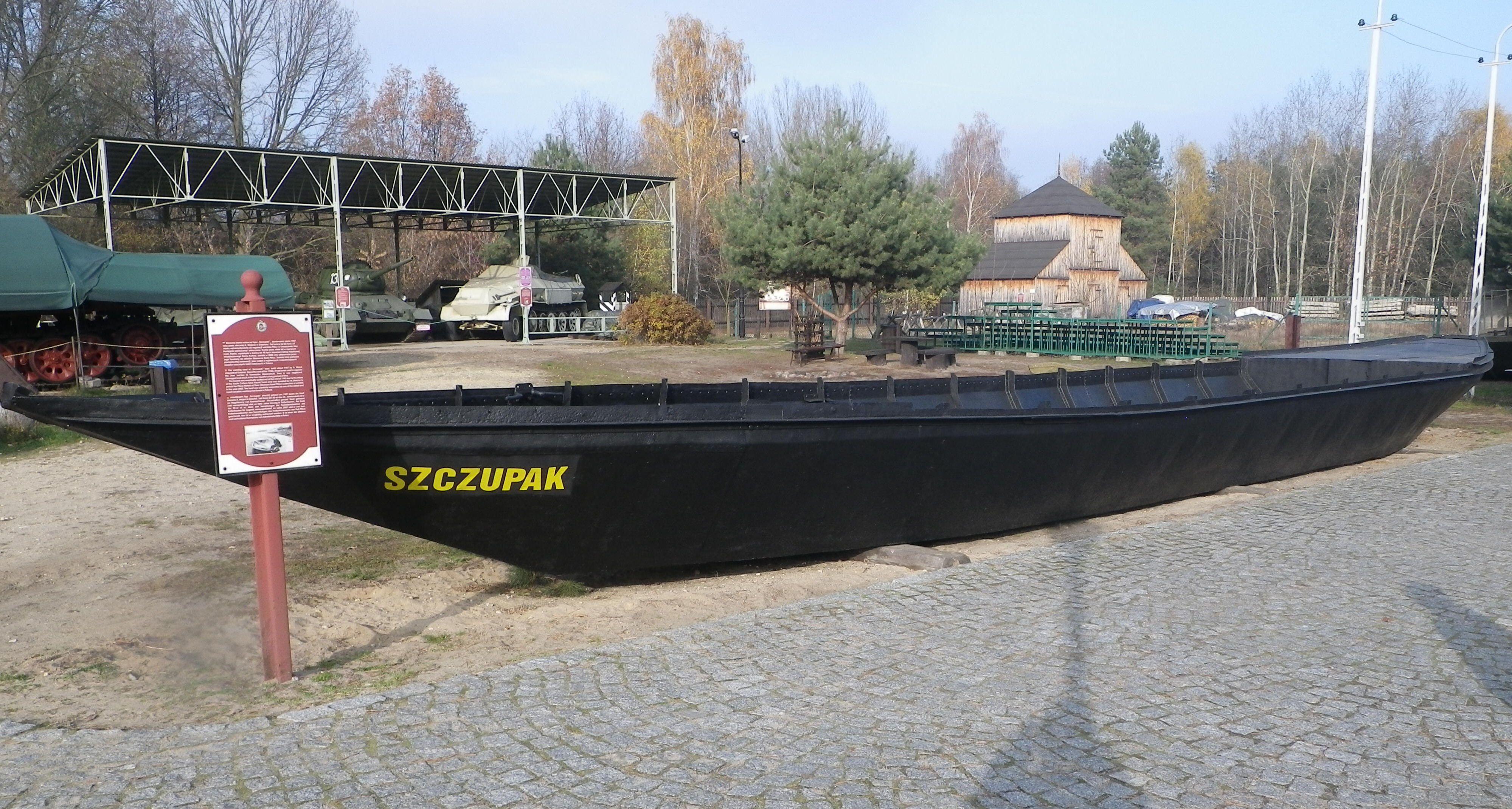
Łódź rzeczna

Skansen Rzeki Pilicy – utworzony w Tomaszowie Mazowieckim przy ul. Modrzewskiego 9/11 przez Stowarzyszenie Przyjaciół Pilicy i Nadpilicza z Andrzejem Kobalczykiem na czele i władze samorządowe w 1999 r. Ma na celu prowadzenie edukacji historycznej i ekologicznej oraz zachowanie pamiątek z przeszłości. 19 kwietnia 2005 r. rozpoczął funkcjonowanie jako samorządowa instytucja kultury podległa bezpośrednio Urzędowi Miasta w Tomaszowie Mazowieckim. W 2015 r. instytucja została uhonorowana Medalem Pro Publico Bono im. Sabiny Nowickiej. Od 1 stycznia 2016 r., Skansen Rzeki Pilicy jest filią Miejskiego Centrum Kultury w Tomaszowie Mazowieckim.

## Młyn wodny
Zaczątkiem skansenu jest zabytkowy młyn wodny przeniesiony z Kuźnicy Żerechowskiej. Ocalał w ten sposób od zniszczenia, gdyż znajdował się na terenie zalewowym budowanego zbiornika retencyjnego na dopływie Pilicy - Luciąży. Zachowały się tym samym cenne pamiątki z historii młynarstwa wodnego w regionie. W młynie można obejrzeć dwie maszyny do mielenia mąki i jedną do mielenia otrębów, a także wiele innych maszyn, będących osprzętem.

## Carska samotnia i wartownia ze Spały
W skansenie znajduje się też drewniany domek, przeniesiony ze Spały, a pełniący funkcję wygódki dla carów polujących w spalskiej puszczy, oraz wartownia, która znajdowała się początkowo przy jednej z bram wjazdowych do rezydencji prezydenckiej. Po wojnie budynek został przeniesiony do Tomaszowa Mazowieckiego, gdzie służył jako stróżówka przy bramie wjazdowej do zakładowego osiedla nazywanego Michałówek. W 1957 r. został przeniesiony na przystań wioślarską, należącą wówczas do Tomaszowskich Zakładów Włókien Sztucznych. Po upadku tych zakładów w latach 90. XX w. przystań została zamknięta i stopniowo popadła w ruinę. Staraniem Skansenu Rzeki Pilicy budynek został przeniesiony 30 grudnia 2008 r., a w roku 2010 odrestaurowany.

## Ekspozycje
Młyn wykorzystywany jest także jako miejsce ekspozycji. Znajdują się tam wystawy stałe, jak „Dzieje wiejskiej wagi” czy „Pamiątki po dawnej Brzustówce”. Bardzo ciekawe są też dokładne makiety młynów wodnych znajdujących się kiedyś w okolicy i mostów na Pilicy na Brzustówce. Wszystkie wykonał Jerzy Sosnowski. We młynie mieści się też wystawa militariów i odbywają się wystawy czasowe. W skansenie możemy zobaczyć też największą w Polsce kolekcję kamieni młyńskich.

## Dział wojskowy

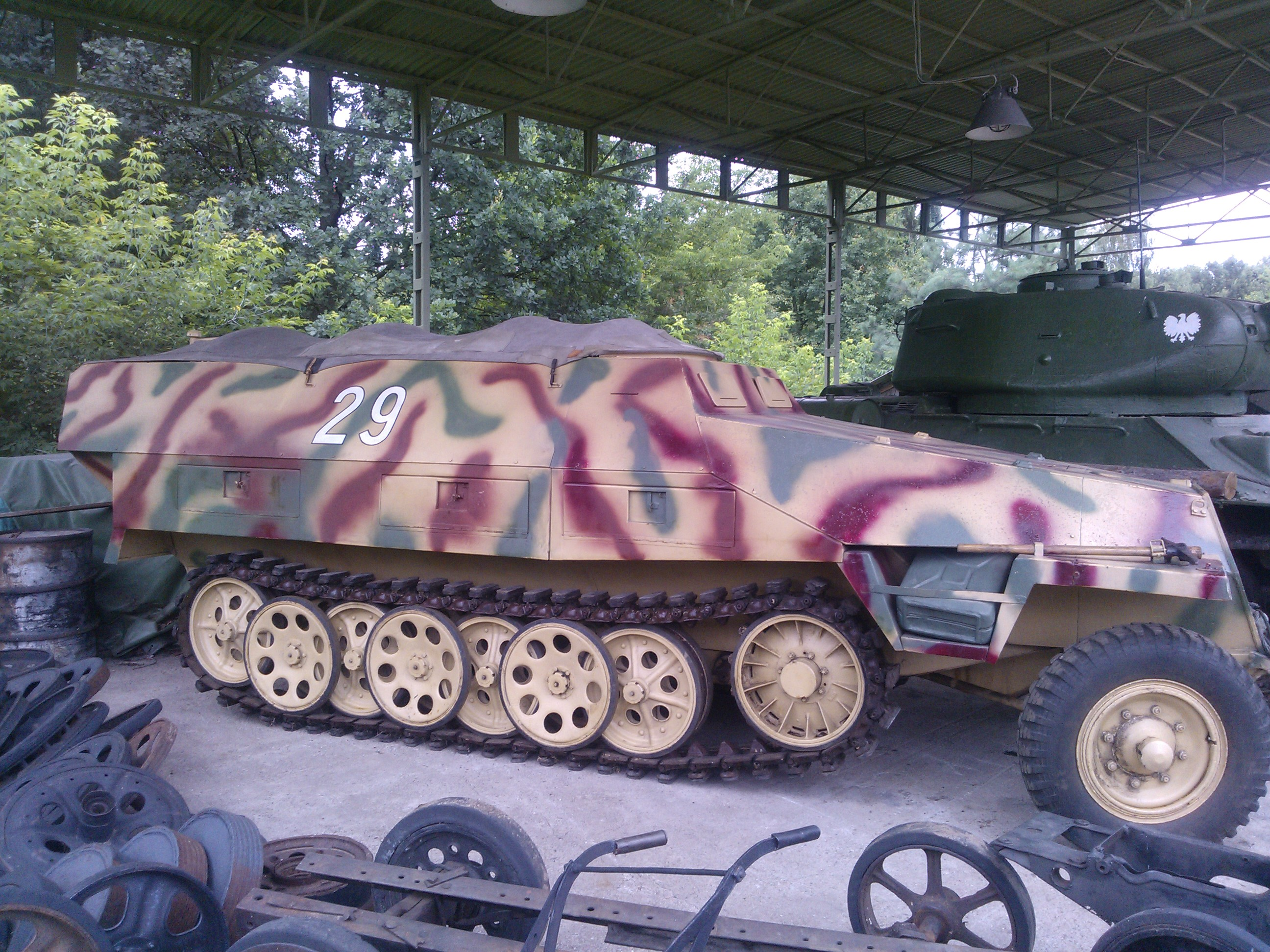
Sonderkraftfahrzeug 251 Ausführung D Rosi

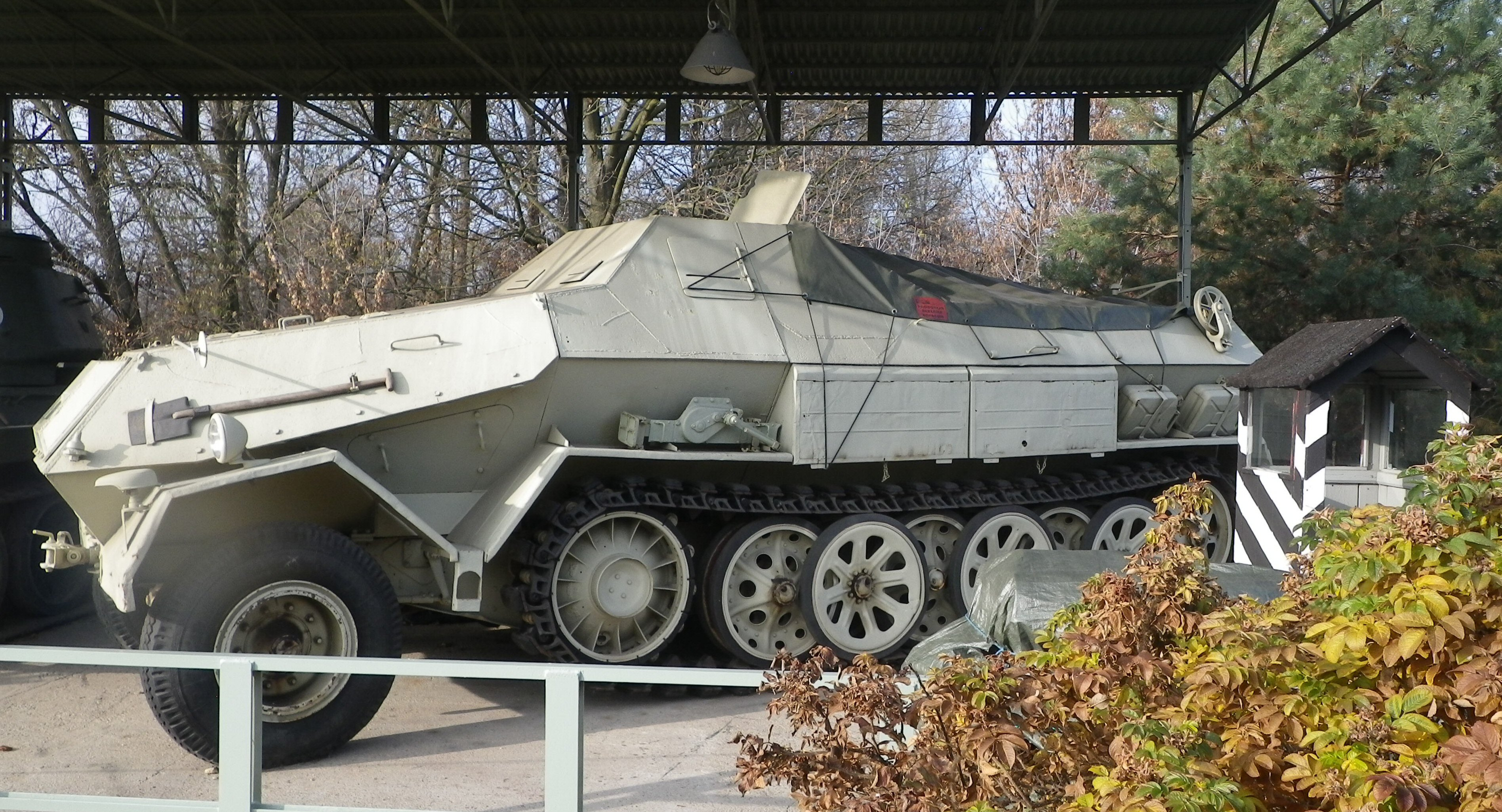
Gepanzertes Sd.Kfz. 8 DB 10

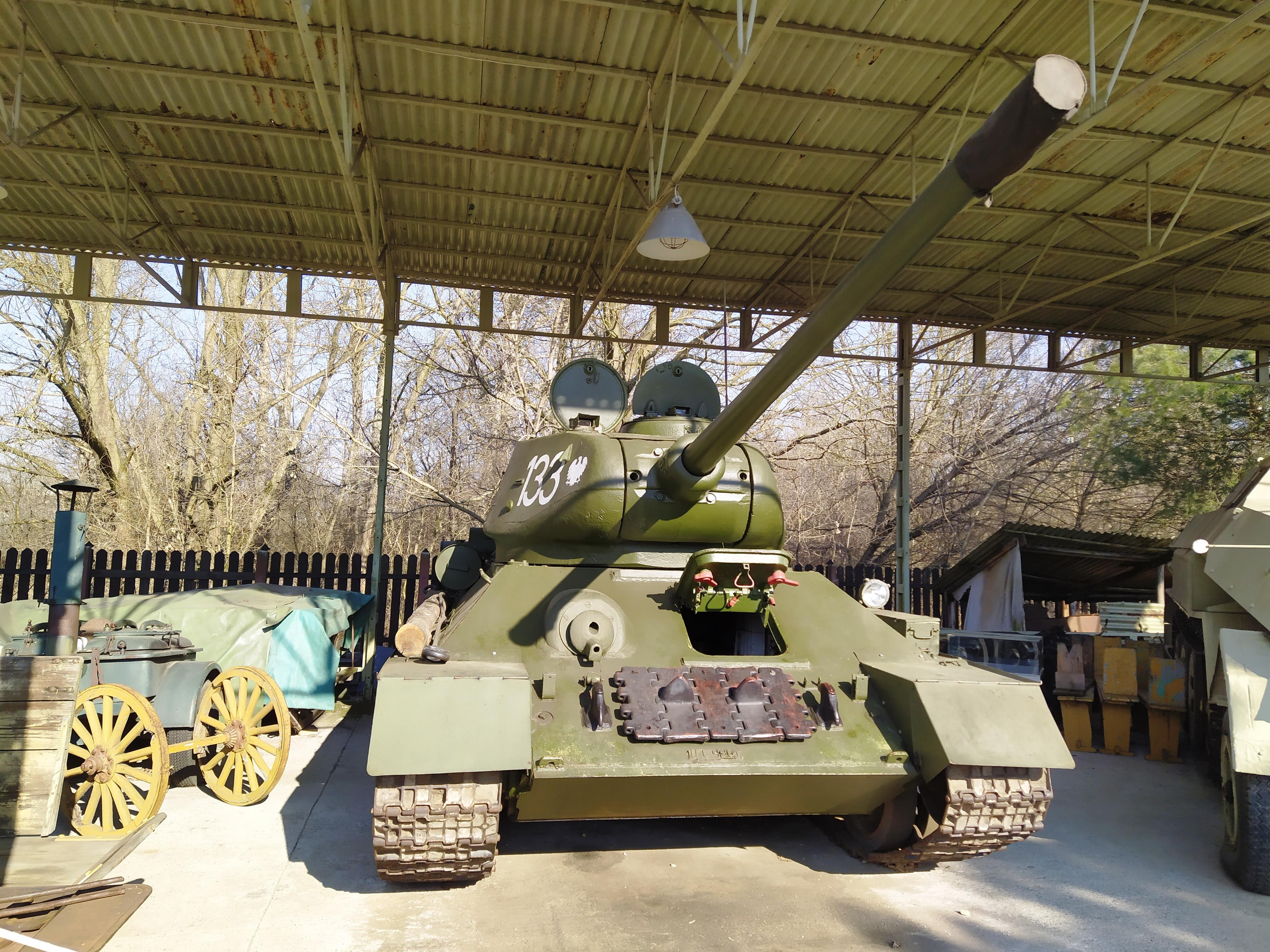
T-34-85

W skansenie tworzony jest dział wojskowy, posiadający m.in. dźwig wojskowy i działa artyleryjskie konstrukcji radzieckiej.
Najcenniejszym eksponatem jest ciągnik artyleryjski Sd.Kfz.8, w prototypowej wersji, opancerzonej płytami 12 mm. Choć nie podjęto produkcji seryjnej, wykonane egzemplarze wykorzystano pod koniec wojny na froncie wschodnim. Ciągnik należał do oddziałów Luftwaffe (posiada oryginalną tablicę rejestracyjną WL 323863, potwierdzającą oznaczająca przydział do sił powietrznych) i zatonął w Pilicy w 1945 r. Podczas nieudanej próby wydobycia w 1957 r. wysadzono w powietrze górną część pojazdu. Wrak został wydobyty w 1999 r. przez członków Stowarzyszenia Przyjaciół Pilicy i Nadpilicza z Andrzejem Kobalczykiem na czele; rekonstrukcja trwała do roku 2003. Dwa lata później pojazd, wyposażony w zastępczy silnik z KrAZa, został uruchomiony. Posiada oryginalną skrzynię biegów i elementy układu napędowego oraz całkowicie zachowany, autentyczny układ gąsienicowy. Jest to prawdopodobnie jedyny zachowany na świecie egzemplarz pojazdu tej wersji.
Dane techniczne
- wymiary:
  - długość: 7500 mm
  - szerokość: 2450 mm
  - wysokość: 2500 mm
- grubość pancerza: 12 mm
- masa pojazdu: 18 000 kg
- prędkość maksymalna na drodze: 45 km/h
- uzbrojenie: 2 x rkm kal. 7,92: MG 34 i MG 42